# Nationalstraße 57 (Japan)
Die japanische Nationalstraße 57 (jap. 国道57号, Kokudō 57-gō) verläuft auf der Insel Kyūshū zwischen Ōita und Nagasaki. Ihre Länge beträgt 326,7 Kilometer.

## Geschichte
Am 18. Mai 1953 wurden die Nationalstraßen 2. Ordnung in Japan festgelegt. Mit unter diesen waren die 214, 215 und 216. Die 214 verlief von Isahaya nach Shimabara; die 215 von Shimabara nach Uto und die 216 von Kumamoto nach Ōita. Am 1. April 1963 wurden diese drei Straßen zu Nationalstraßen 1. Ordnung einklassiert. In diesem Zusammenhang erhielten sie die 57 als gemeinsame Nummer, um diesen Straßenrang kenntlich zu machen. Seit 1965 wird nicht mehr zwischen den beiden Klassierungen unterschieden. Die Nummern 214–216 wurden seitdem nicht neu belegt. Die Fähre, die als Verbindung der beiden Teile der 57 über die Shimabara-Bucht fuhr, ist seit 2006 wegen Insolvenz außer Betrieb.